# The Outlast Trials
The Outlast Trials — гра в жанрі survival horror, розроблена канадською студією Red Barrels. Є третьою грою в серії Outlast та є приквелом до двох попередніх ігор. Сюжет гри розповідає про піддослідних, які беруть участь у таємничому експерименті часів Холодної війни. Гра вийшла 18 травня 2023 року в ранньому доступі для Microsoft Windows, а її повноцінний реліз заплановано на 5 березня 2024 року для Windows, PlayStation 4, Xbox One, Xbox Series X/S та PlayStation 5.

## Ігровий процес
The Outlast Trials є грою в жанрі survival horror з видом від першої особи. Хоча гра підтримує кооперативний мультиплеєр для чотирьох гравців, гравці можуть проходити гру поодинці. Гравець повинен виконати набір завдань, уникаючи жахливих ворогів. У грі представлено чотири різні класи персонажів та дерева навичок. Кожен клас має унікальну здатність, що дозволяє гравцям виконувати такі дії, як бачити крізь стіни, зцілювати інших гравців, встановлювати міни та кидати пристрій для тимчасового оглушення ворогів.
Гравець має доступ до пари окулярів нічного бачення, що дозволяють йому орієнтуватися в погано освітлених місцях. Їх потрібно регулярно підзаряджати, оскільки ресурс акумулятора обмежений. Гравець може підбирати різні корисні предмети, такі як антипсихотичні препарати, відмички та лікувальні засоби, але одночасно він може нести лише кілька предметів. Гравець не може безпосередньо боротися з ворогами, і кращим способом просування в грі є стелс.

## Розробка
Outlast 3 був анонсований у грудні 2017 року, хоча жодних часових рамок підтверджено не було. Під час цього анонсу Red Barrels заявили, що оскільки вони не можуть легко додавати завантажуваний контент для Outlast 2 через його структуру, у них є менший окремий проєкт, пов'язаний з Outlast, який вийде раніше ніж Outlast 3. Red Barrels також описали гру як «телесеріал». Команда розробників гри налічувала близько 40 осіб.
The Outlast Trials була анонсована у жовтні 2019 року. Вона розповідає про піддослідних корпорації Murkoff в таємничому експерименті часів Холодної війни, який відбувається в тому ж всесвіті, що і попередні ігри. Співзасновник Red Barrels Девід Шатонеф заявив, що «створення концепції вже завершено, і команда гри зараз знаходиться в процесі розробки».

### Маркетинг
4 грудня 2019 року Red Barrels випустила тизерне зображення гри. 13 червня 2020 року вийшов тизер-трейлер, який анонсував реліз на 2021 рік. Однак у серпні 2021 року було оголошено, що гру відкладено до 2022 року через пандемію COVID-19. Щоб скоротати час, Red Barrels випустили серію відеороликів «Behind The Scenes» на своєму офіційному YouTube-каналі. Закрите бета-тестування гри тривало з 28 жовтня по 1 листопада 2022 року. Хоча було підтверджено, що гра вийде лише для Microsoft Windows, гра також буде випущена для платформ PlayStation «в майбутньому». 10 березня 2023 року було оголошено, що гра вийде у ранньому доступі 18 травня. 8 грудня було оголошено, що гра вийде з раннього доступу 5 березня 2024 року, а також вийде на PlayStation 4, Xbox One, Xbox Series X/S та PlayStation 5.